# Spiritualità

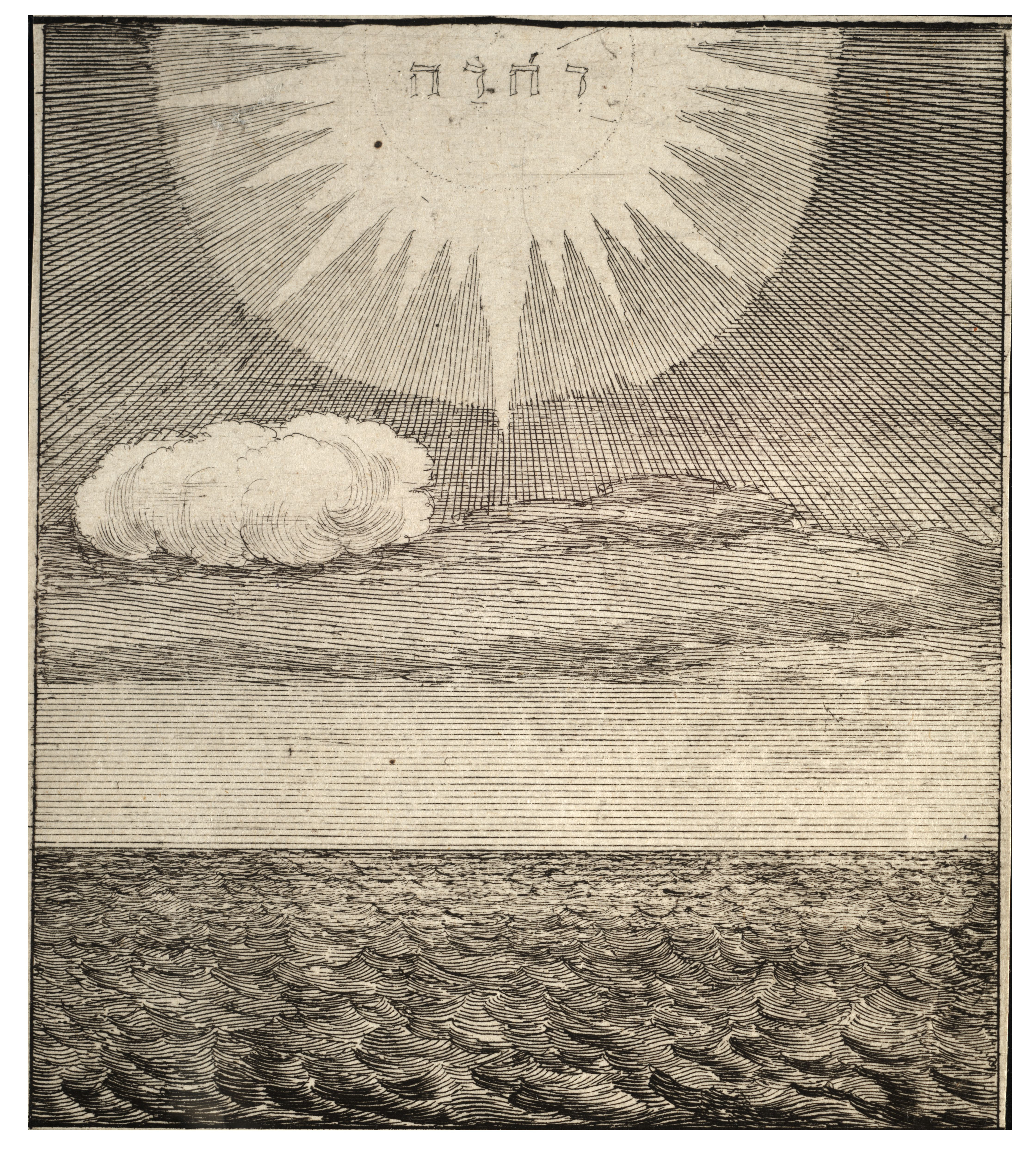
Illustrazione di Wenceslaus Hollar della creazione del mondo (XVII sec.), durante la quale, secondo la Genesi, «lo Spirito di Dio aleggiava sulle acque».

La spiritualità, che denota atteggiamenti, ideali e valori attinenti in generale allo «spirito», può avere diverse accezioni ed interpretazioni.
Dal punto di vista più elementare, essa consiste in una prospettiva secondo cui esiste un livello della realtà, non percepibile coi sensi fisici, situato oltre quello della materia tangibile, dal quale quest'ultima trae vita, intelligenza o, per lo meno, lo scopo di esistere; può anche arrivare ad includere la fede in esseri o poteri soprannaturali (come nella religione), ma sempre con un'attenzione rivolta alle esigenze dell'anima anziché di natura corporea.

## Storia del significato

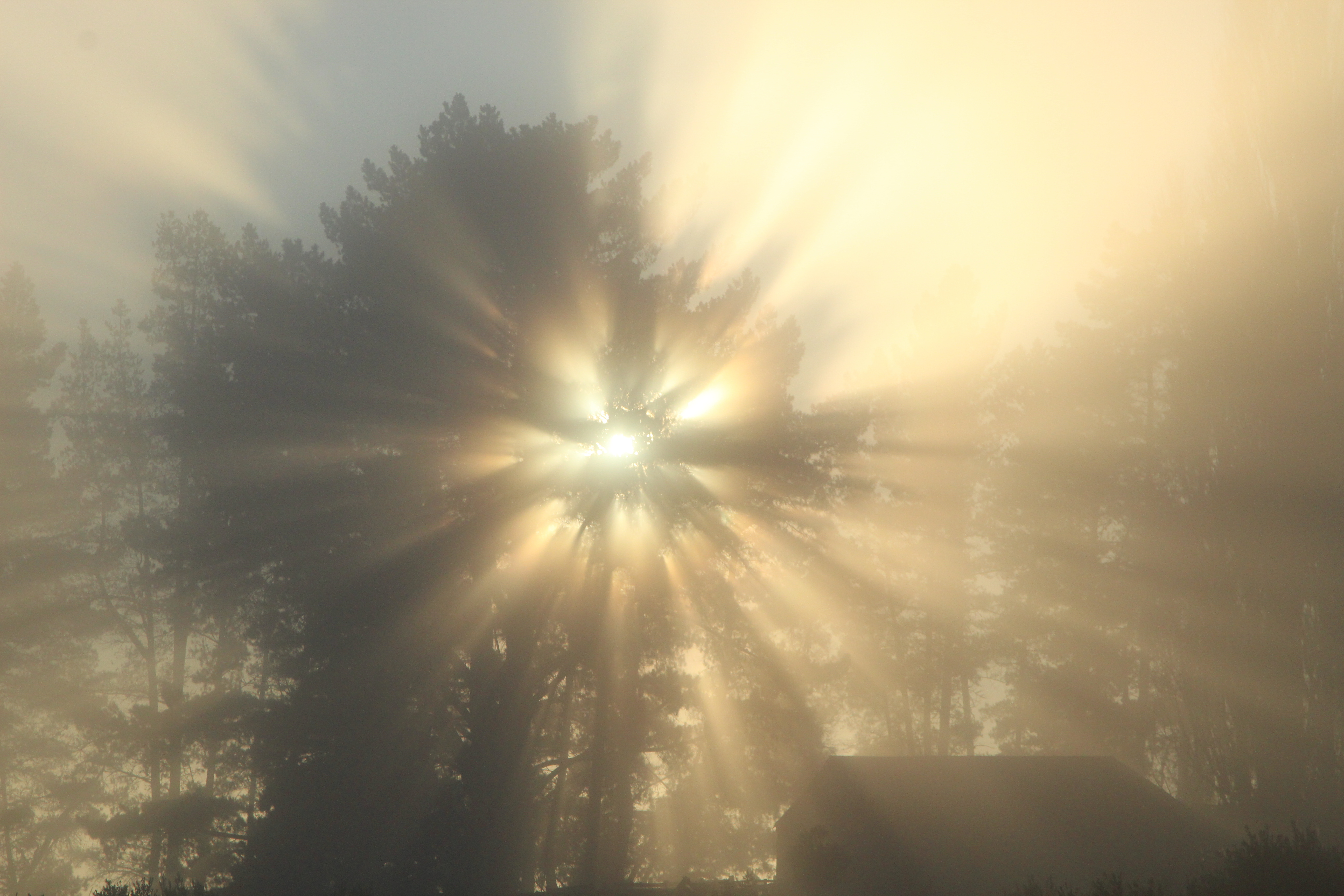
Lo spirito può venire spesso assimilato a un fuoco o un fascio di luci.

Sin dall'antichità sono esistite tematiche spirituali di relazione col sacro e col divino, che fungessero da tramite o da «ponte» fra la dimensione terrena e quella trascendente.
Forme di spiritualità non codificate in norme religiose sarebbero divenute esplicite nella tarda antichità.
Termini accostabili a quelli odierni di «spiritualità» sarebbero quindi sorti nel V secolo, entrando in uso solo verso la fine del Medioevo. Nella teologia cattolica la spiritualità ha assunto il significato di uno stile di vita derivante dall'esperienza religiosa personale, vissuto nel concreto della propria esistenza quotidiana, ma tendente a una prospettiva trascendente e soprannaturale a lungo termine.
In quest'ambito, i contenuti oggettivi della spiritualità sono quelli della rivelazione cristiana, dei dogmi, della liturgia e dei documenti del magistero della Chiesa; le modalità soggettive con cui quei contenuti sono vissuti nel concreto dell'esistenza provengono dalla vita interiore del credente, di colui che prega e cerca continuamente che sia fatta la volontà di Dio.
Il concetto di spiritualità ha poi permeato in Occidente diverse tradizioni esoteriche e filosofiche, sin da quella gnostica, per ritornare con l'età moderna nel Rosacrocianesimo, nei movimenti spiritualisti del Romanticismo, nella teosofia, nell'antroposofia e infine nella new age.

### Spiritualità e religiosità

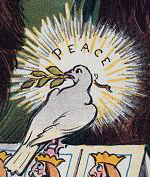
La colomba è un ulteriore simbolo dello Spirito soprattutto nel Cristianesimo.

I termini «religione» e «spiritualità», talora usati come sinonimi, possono avere tuttavia una certa disparità di significato. Soprattutto nell'uso contemporaneo, pur riferendosi entrambi alla ricerca dell'Assoluto, di Dio o dello Spirito universale a seconda delle espressioni, la spiritualità viene maggiormente associata con la vita interiore dell'individuo, o col benessere derivante da un'armonia individuale, ad esempio tra il corpo, la mente, e il Sé spirituale, mentre la religione viene considerata attinente alle dimensioni organizzative e comunitarie, richiedendo un'adesione esteriore o formale a dottrine e rituali già codificati.
La spiritualità può quindi denotare una forma di religiosità non istituzionalizzata o individualizzata, in cui la fede assume un carattere più personale e meno dogmatico, più aperto alla sperimentazione e basato sul discernimento e l'indole caratteriale.
Da questo punto di vista, religione e spiritualità non sono necessariamente due opposti che si escludono l'un l'altro, ma possono essere visti come tappe nella crescita interiore di ogni fedele o ricercatore spirituale, essendo il rapporto fra religione e spiritualità paragonabile a quello fra contenitore e contenuto, forma e sostanza, teoria e pratica.

### Via iniziatica e via religiosa

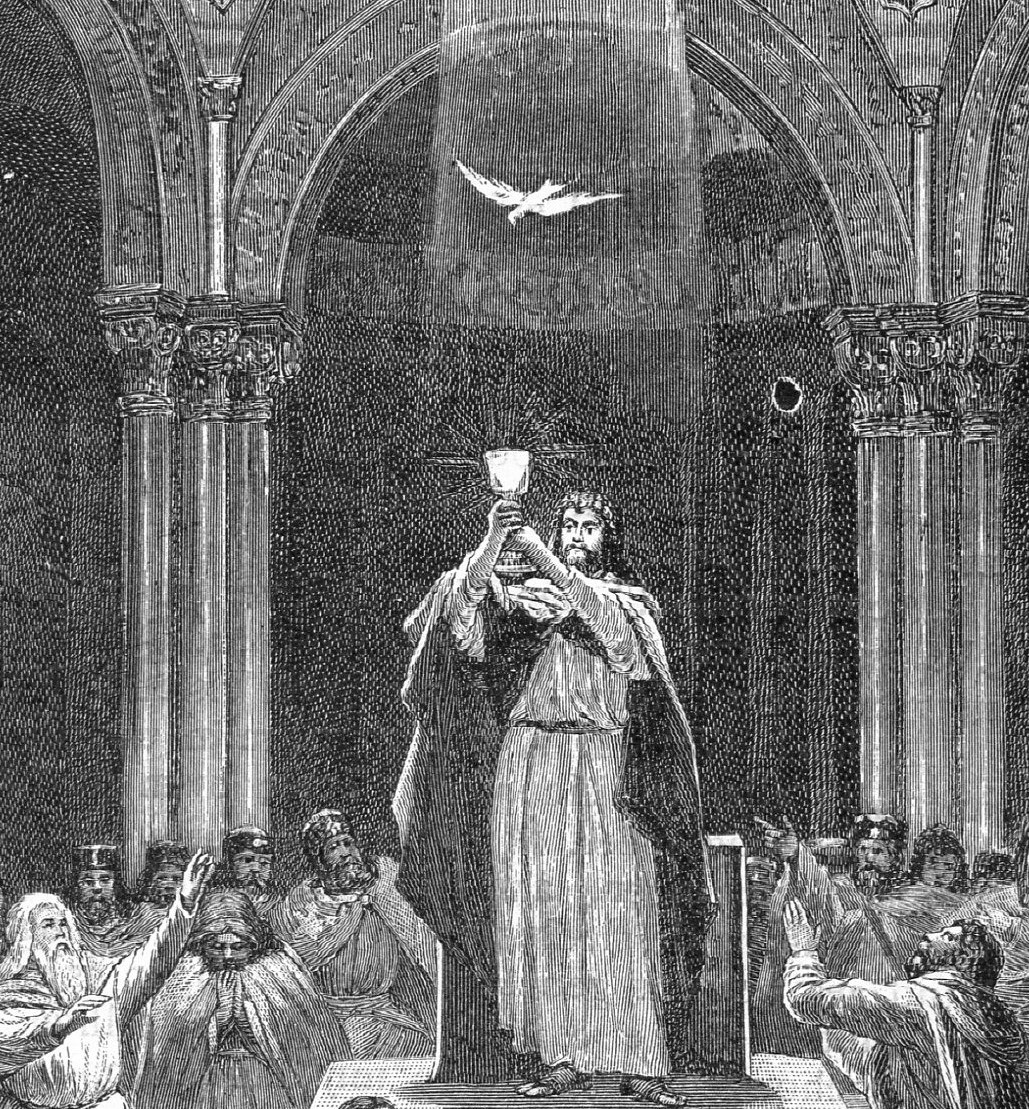
Il sacro Graal tra i cavalieri arturiani della Tavola Rotonda, espressione secondo Evola di una spiritualità regale e guerriera.

Nell'ambito delle correnti del perennialismo, che si richiamavano ad una Tradizione universale comune a tutto il genere umano, la via verso la spiritualità è considerata di natura soprattutto regale, prima che sacerdotale o religiosa.
Secondo l'esoterista René Guénon, ad esempio, si tratta di due percorsi non solo divergenti, ma persino imcompatibili l'un l'altro: mentre il misticismo, secondo il filosofo, appartiene all'ambito religioso ed exoterico (ossia esteriore), dal quale esso riceve passivamente ogni sorta di influsso senza capacità di discriminazione autonoma, la via regale, cioè propriamente iniziatica, tipica tra gli altri degli ordini cavallereschi medioevali, presuppone l'attiva intraprendenza dell'individuo, che si assume la responsabilità della propria realizzazione, pur servendosi di strumenti messi a disposizione da una Tradizione in questo caso di natura esoterica.
Al Cristo stesso, secondo Guénon, è tradizionalmente riconosciuta un'autorità spirituale regale prima che sacerdotale, discendente da Melchisedec anziché da Aronne.
Anche per Julius Evola, da un diverso punto di vista, l'ermetismo costituisce una via iniziatica alla spiritualità opposta a quella mistica-religiosa; quest'ultima avrebbe preso piede in Occidente a partire dalla caduta dell'Impero Romano in poi, fino a perdere del tutto ogni portata esoterica diventando semplicemente una dottrina della salvezza.
Tale distinzione, ricorrente anche nel gruppo di UR, si riflette in quella magica tra «via della mano sinistra e della mano destra», ed in quella alchimistica tra via secca, di natura guerriera e aristocratica, e via umida, dal carattere invece contemplativo. Entrambe sono ritenute valide sebbene la prima abbia una supremazia storica e metafisica.

#### Religione Romana Moderna
Nella spiritualità neopagana romana moderna, l'iniziazione rappresenta un elemento centrale che facilita lo sviluppo spirituale profondo e l'accesso alla conoscenza sacra. Essa è concepita come un processo trasformativo, che guida l'iniziato attraverso fasi di crescita spirituale. L'iniziazione introduce l'individuo ai significati esoterici dei miti, delle divinità romane e del concetto di pax deorum (la pace degli dèi), allineando l'individuo con l'ordine cosmico. Questo processo non solo prepara l'iniziato alla partecipazione ai riti, ma sottolinea anche l'importanza di un allineamento personale con la volontà divina. Pertanto, l'iniziazione rappresenta sia un rito di passaggio che un mezzo per entrare in contatto significativo con le forze divine, garantendo la preparazione spirituale dell'individuo nel mantenere le tradizioni della pratica religiosa romana.

## Cammino spirituale

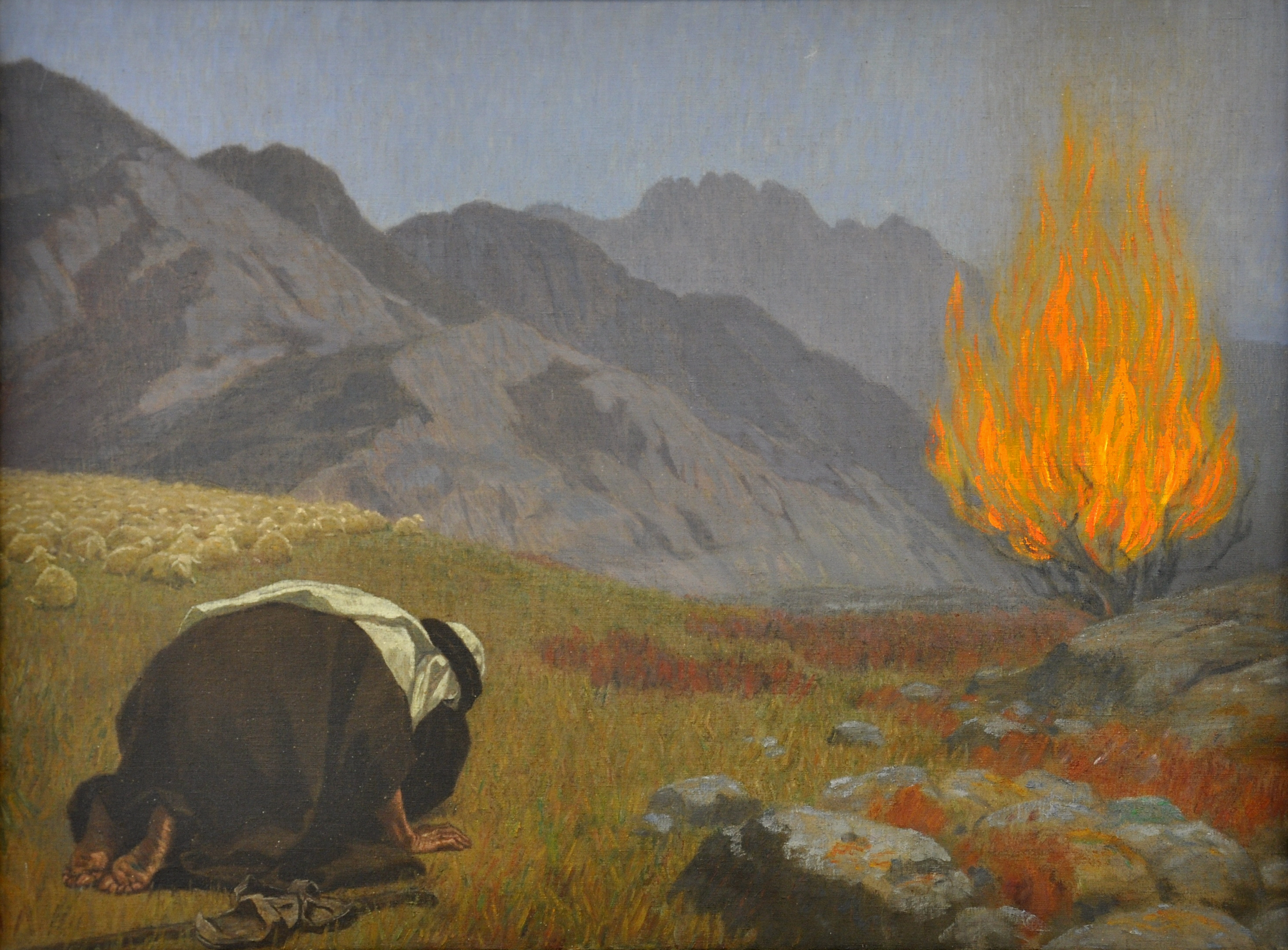
Lo spirito di Dio che si manifesta a Mosè in un rovo ardente.

La spiritualità, all'interno di una grande varietà di concezioni culturali e religiose, è spesso vista come un percorso, o cammino spirituale, lungo il quale si avanza per conseguire un obiettivo determinato, quale ad esempio un più alto stato di consapevolezza, il raggiungimento della saggezza o la comunione col divino in termini di trascendenza o di immanenza, il che solitamente presuppone una qualche forma di liberazione dalla materialità. Il mito della caverna di Platone, contenuto nel VII libro de La Repubblica, descrive in maniera efficace un siffatto cammino.
Il cammino spirituale è un percorso che presenta una dimensione primariamente soggettiva e individuale di tipo ascendente a qualcosa di più alto della materialità, da ciò la sua identificazione con l'ascesi. Per cammino spirituale si può intendere un percorso di breve durata, finalizzato ad un obiettivo specifico, o tutta una vita. Ogni avvenimento della vita è parte di questo cammino, ma in particolare vi si possono inserire alcune tappe o momenti significativi, come ad esempio la pratica di varie discipline spirituali (tra cui la meditazione, la preghiera, il digiuno), il confronto con una persona che si ritiene dotata di profonda esperienza spirituale (chiamata maestro spirituale, guida spirituale, direttore spirituale,  o in altro modo, a seconda del contesto culturale), l'accostamento personale a testi sacri, ecc.
La spiritualità è anche descritta come un processo in due fasi: la prima relativa alla crescita interiore, e la seconda relativa alla manifestazione di questo risultato nell'esperienza quotidiana del mondo.
La persona spirituale ritiene cioè di essere libera, e che in quanto tale può agire, non solo re-agire, può cioè creare qualcosa che prima non c'era senza ripetere sempre la medesima struttura, non più gli stereotipi che tutti ripetono.»
(Vito Mancuso, "Spiritualità", in Obbedienza e libertà, 2012)